# Rex Harrison
Sir Reginald Carey „Rex” Harrison (ur. 5 marca 1908 w Huyton, zm. 2 czerwca 1990 w Nowym Jorku) – angielski aktor teatralny i filmowy. Laureat Oscara.

## Życiorys
Karierę zaczynał na scenach teatralnych Liverpoolu w wieku 16 lat, później pracował na londyńskim West Endzie. W kinie debiutował w 1930, po wojnie zaczął grywać w produkcjach hollywoodzkich.
Jego kariera została przyhamowana po samobójstwie aktorki Carole Landis w 1948 – Harrison nie zamierzał dla niej rozwieść się z Lilli Palmer (będącą trzecią z jego sześciu żon).
Najsłynniejsze role zagrał w latach 60. Wystąpił w superprodukcji Kleopatra (1963) u boku Elizabeth Taylor i Richarda Burtona. Za rolę profesora Henry’ego Higginsa w musicalu My Fair Lady (1964) zdobył Oscara dla najlepszego aktora. Zagrał także papieża Juliusza II w  Udręce i ekstazie (1965), ekranizacji powieści Irvinga Stone’a, jak również tytułową rolę w filmie Doktor Dolittle (1967). Zasiadał w jury konkursu głównego na 18. MFF w Cannes (1965). 
W ostatnich latach życia rzadko pojawiał się w filmach i skupił się na pracy teatralnej. W 1989 otrzymał tytuł szlachecki.

## Nagrody
- Nagroda Akademii Filmowej Najlepszy aktor pierwszoplanowy: 1965 My Fair Lady